# Kruiskerk (Heidelberg-Wieblingen)
De Kruiskerk (Duits: Kreuzkirche) is een neogotische kerk in Wieblingen, een Stadtteil van de Baden-Württembergse plaats Heidelberg. Het protestantse kerkgebouw werd in de jaren 1904-1906 gebouwd en valt onder monumentenzorg.

## Geschiedenis
Tot de bouw van de Kruiskerk diende een oudere kerk in het voormalige slot- en huidige park van de Elisabeth-von-Thadden-Schule als plaats van samenkomst voor de protestanten. Van deze 15e-eeuwse kerk bleven alleen het koor, de sacristie en de toren bewaard. Sinds de Reformatie werd deze oude kerk aanvankelijk als simultaankerk gebruikt, maar later uitsluitend door de protestanten.
In de 19e eeuw groeide het aantal leden van de protestantse kerk sterk. Omdat de oude parochiekerk niet geschikt bleek voor een vergroting, werden er in de jaren 1840 plannen gemaakt voor nieuwbouw. Voor dit doel stelde de vrijheer Van La-Roche-Starkenfels, eigenaar van het Slot Wieblingen, een stuk grond van het slotpark ter beschikking in ruil voor het oude kerkplein. Wegens onenigheid tussen de kerkenraad en de overheid, aan wie de toren toebehoorde, duurde het echter nog 60 jaar voordat er echt met de nieuwbouw van start kon worden gegaan. 
Het ontwerp voor de kerk stamde van Hermann Behaghel, een architect die voor talrijke kerkgebouwen in Baden de ontwerpen leverde. In Heidelberg zijn dat naast de Kruiskerk de Johanneskerk in Neuenheim, de Christuskerk in het westelijke deel van de stad en de Vredeskerk in Handschuhsheim.

## Beschrijving
De Kruiskerk vertegenwoordigt het type van de protestantse preekkerk met een kruisvormig oppervlak. In drie kruisarmen zijn galerijen ingebouwd. Bij de vierde kruisarm week Behaghel af van het zogenaamde Wiesbadener Programm, een programma met aanwijzingen voor de ideale protestantse kerkenbouw en dat op deze plaats in een orgelgalerij voorzag. In de vierde arm ontwierp de architect hier echter een polygonaal koor met drie ramen. De ramen werden door de Duitse kunstenaar Rudolf Yelin ontworpen en tonen de Geboorte, de Kruisiging en de Opstanding. 
In plaats van een gewelf is er een houten beschilderd plafond in de kerk aangebracht.
Het vroeger kleurrijk met rankenwerk beschilderde interieur werd tijdens de renovatie in de jaren 1992-1993 hersteld.